# Pirna (Schiff, 1898)
Der Raddampfer Pirna wurde 1898 in der Schiffswerft Blasewitz gebaut. Das Schiff wurde unter dem Namen Koenig Albert mit der Baunummer 42 auf Kiel gelegt. Namensgeber des Schiffes war Albert von Sachsen, der sächsische König. Es war das zweite Schiff mit diesem Namen. Im Jahr 1919 erhielt es als zweites Schiff den Namen Pirna. Seit 1992 gehört es zum Bestand der Sächsischen Dampfschiffahrt und fährt auf der Oberelbe. Sein Liegeplatz sind die Anlegestellen am Terrassenufer in Dresden.

## Die Zeit nach der Indienststellung bis 1945

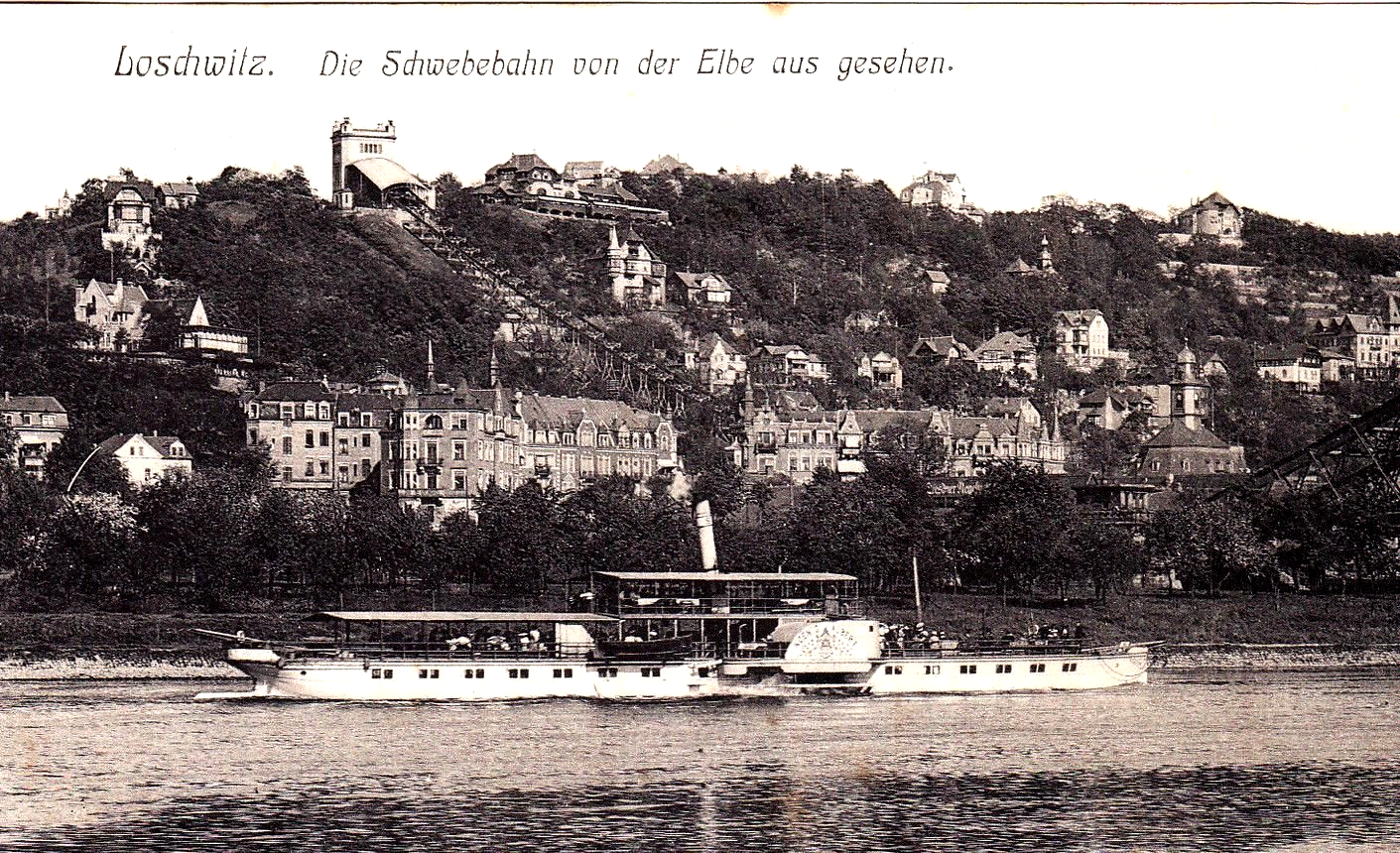
Raddampfer Koenig Albert

Nach dem Stapellauf am 27. April 1898 wurde das Schiff am 22. Mai 1898 als Oberdeckdampfer in Dienst gestellt und fuhr für die Sächsisch-Böhmische Dampfschiffahrts-Gesellschaft (SBDG). Nach der Einstellung des Geschäftsbetriebes fuhr das Schiff für die 1923 neu gegründete Sächsisch-Böhmische Dampfschiffahrt, Aktiengesellschaft (SBDA). Der ab 1926 übliche weiße Anstrich der Schiffe brachte ihr den Namen Weiße Flotte ein. Das Schiff war schon mit einer Dampfsteuermaschine ausgerüstet. Gebaut wurde sie von der Schiffswerft Übigau der Deutschen Elbschiffahrts-Gesellschaft, Kette, mit der Fabrik-Nr. 208 K.
1913 erhielt das Schiff eine elektrische Anlage. Am 25. Mai 1919 wurde es wie alle Schiffe, die Namen eines Monarchen oder einer Monarchie trugen, umbenannt und erhielt den Namen Pirna.

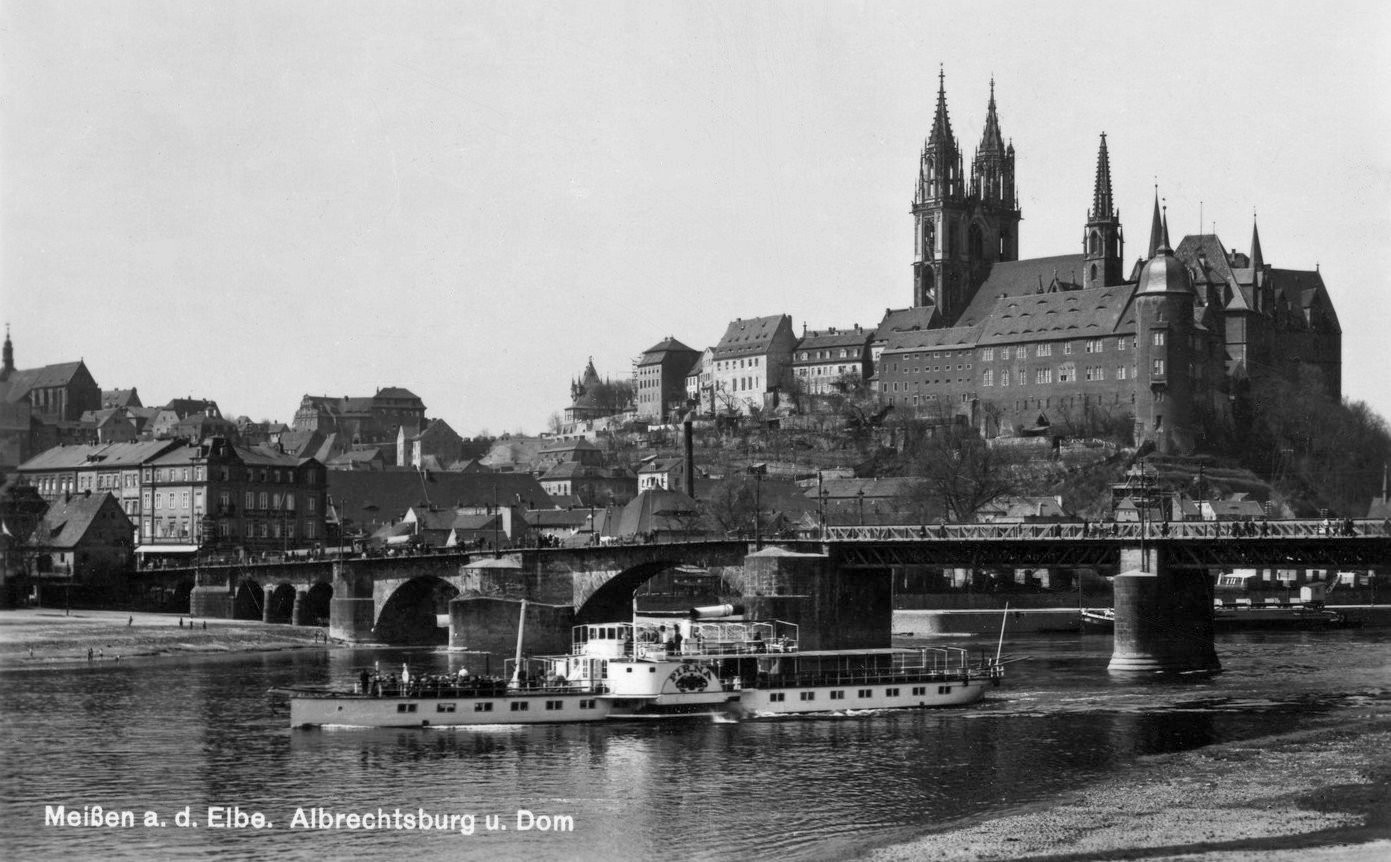
Raddampfer Pirna in Meissen

Im Winter 1927/28 erhielt das Schiff den weißen Anstrich.
Im Winter 1928/29 erfolgten der Ausbau der Radkästen, um Platz für den Einbau von Toiletten zu schaffen, und der Einbau einer Dampfheizung. An den beiden Schaufelrädern wurden die Holzschaufeln durch Stahlschaufeln ersetzt.
Im Sommer 1943 erhielt die Pirna wie alle Dampfer einen Tarnanstrich. Im Zweiten Weltkrieg wurde das Schiff vom Deutschen Reich ohne Mannschaft gemietet und lag in Dessau als Büroschiff.

## Die Zeit nach 1945
Im August 1946 kam das Schiff wieder in Fahrt. Die SBDA wurde am 1. Februar 1947 in Volkseigentum überführt und erhielt den Namen VEB Elbeschiffahrt Sachsen. Von 1950 bis 1957 gehörte sie zum VEB Deutsche Schiffahrts- und Umschlagszentrale (DSU). Nach deren Auflösung entstand 1957 der VEB Fahrgastschiffahrt und Reparaturwerft Dresden und ab 1967 der VEB Fahrgastschiffahrt Dresden.
1960/61 wurde der vordere Decksalon des Schiffes aufgebaut. 1962/63 wurde die Elektroinstallation erneuert und das Kesselhaus neu gebaut. Am 7. Oktober 1972 kam es zu einem Brand im Kohlebunker und das Feuer griff auf den Maschinenraum und die Elektroanlage über. Nach der Instandsetzung kam das Schiff 1973 wieder in Fahrt. 1974/75 wurde der alte Kessel durch den Dampfkessel des 1974 abgewrackten Schleppers Mischa (Unscha) ersetzt. Von 1986 bis 1988 war das Schiff wegen Personalmangels nicht in Fahrt. Nach der Wiederaufnahme des Fahrbetriebes im Jahr 1989 musste das Schiff allerdings schon 1990 wegen eines Kesselschadens außer Betrieb genommen werden. Es wurde im Hafen Dresden-Neustadt aufgelegt. 1991 wurde das Schiff unter Denkmalschutz gestellt.

## Die Zeit bei der Sächsischen Dampfschiffahrt

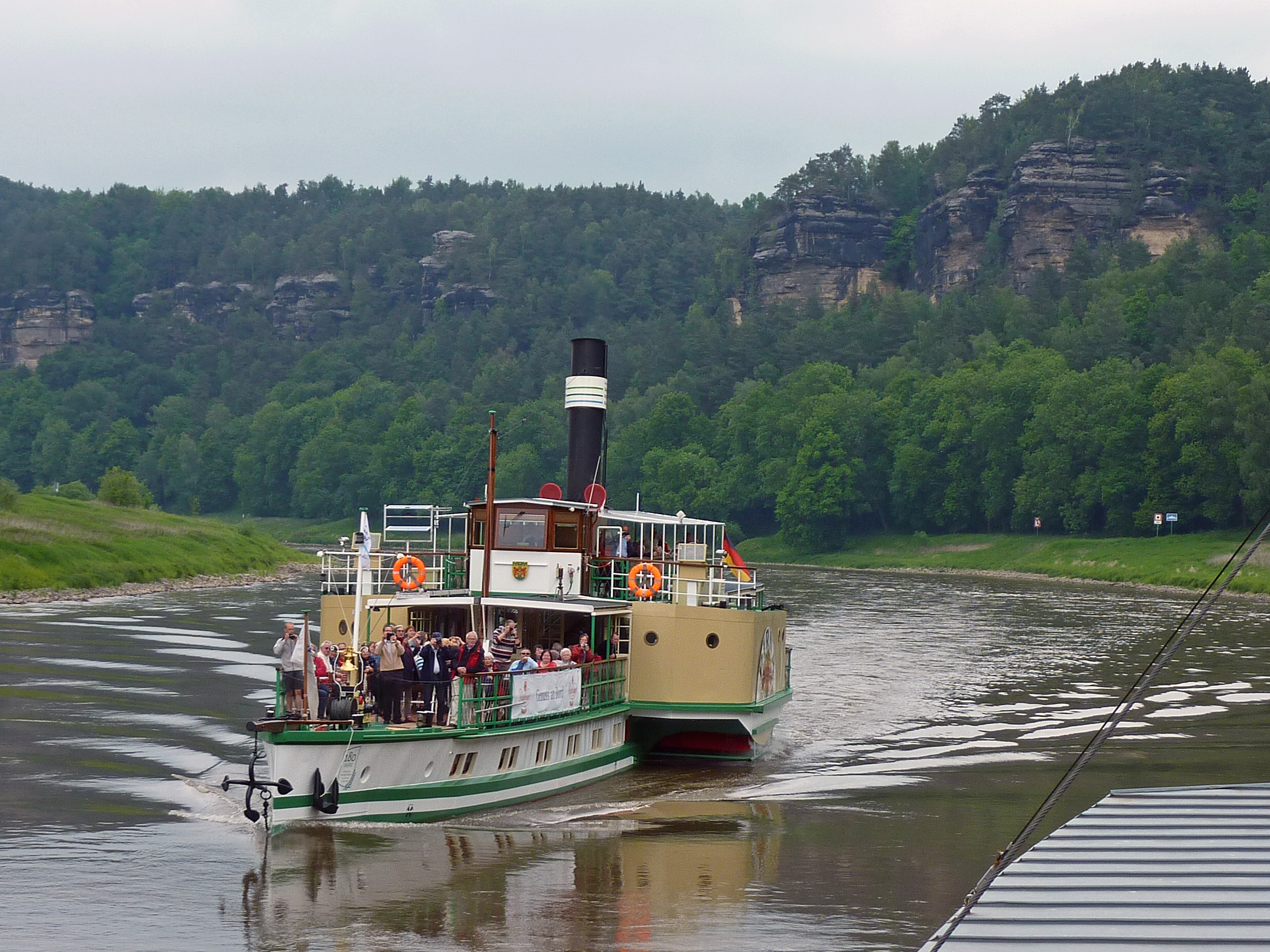
Dampfer Pirna auf der Oberelbe (2016)

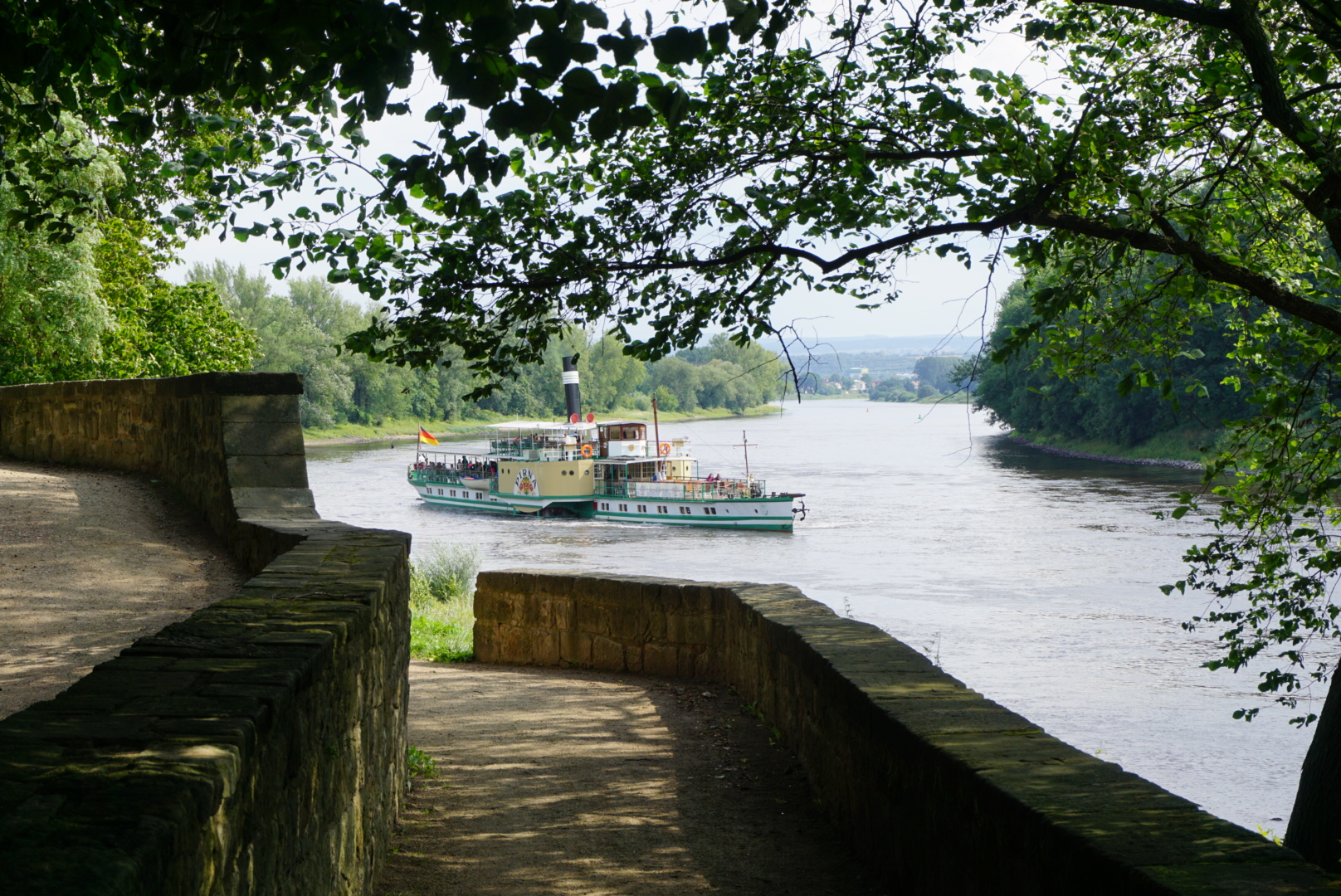
Raddampfer Pirna in Pillnitz

Am 22. Juni 1993 erfolgte der Werftanlauf in Laubegast. Am 19. Juli 1993 wurde das Schiff zur Rekonstruktion an Land genommen. Um den historischen Zustand wiederherzustellen, wurde der vordere Decksalon entfernt. Der Schiffsrumpf wurde um 0,30 m verbreitert und ein neuer Kessel wurde eingebaut. Die Indienststellung des Schiffs erfolgte am 1. Mai 1994 zur Dampferparade. 1995 wurde ein Dampfdom eingebaut. Da das Schiff vorwiegend auf der Fahrtlinie „Böhmische Schweiz“ eingesetzt wurde, baute man an Bord einen Duty-Free-Verkaufskiosk ein. Nach dem Beitritt Tschechiens zum Schengener Abkommen am 21. Dezember 2007 wurden die Fahrten eingestellt.
Im Jahr 1998 hatte es als zwölftes Schiff der Flotte sein 100-jähriges Dienstjubiläum.
2005 musste die Kurbelwelle ersetzt werden, und man baute die Kurbelwelle der 2001 abgewrackten Junger Pionier ein.

## Die Dampfmaschine

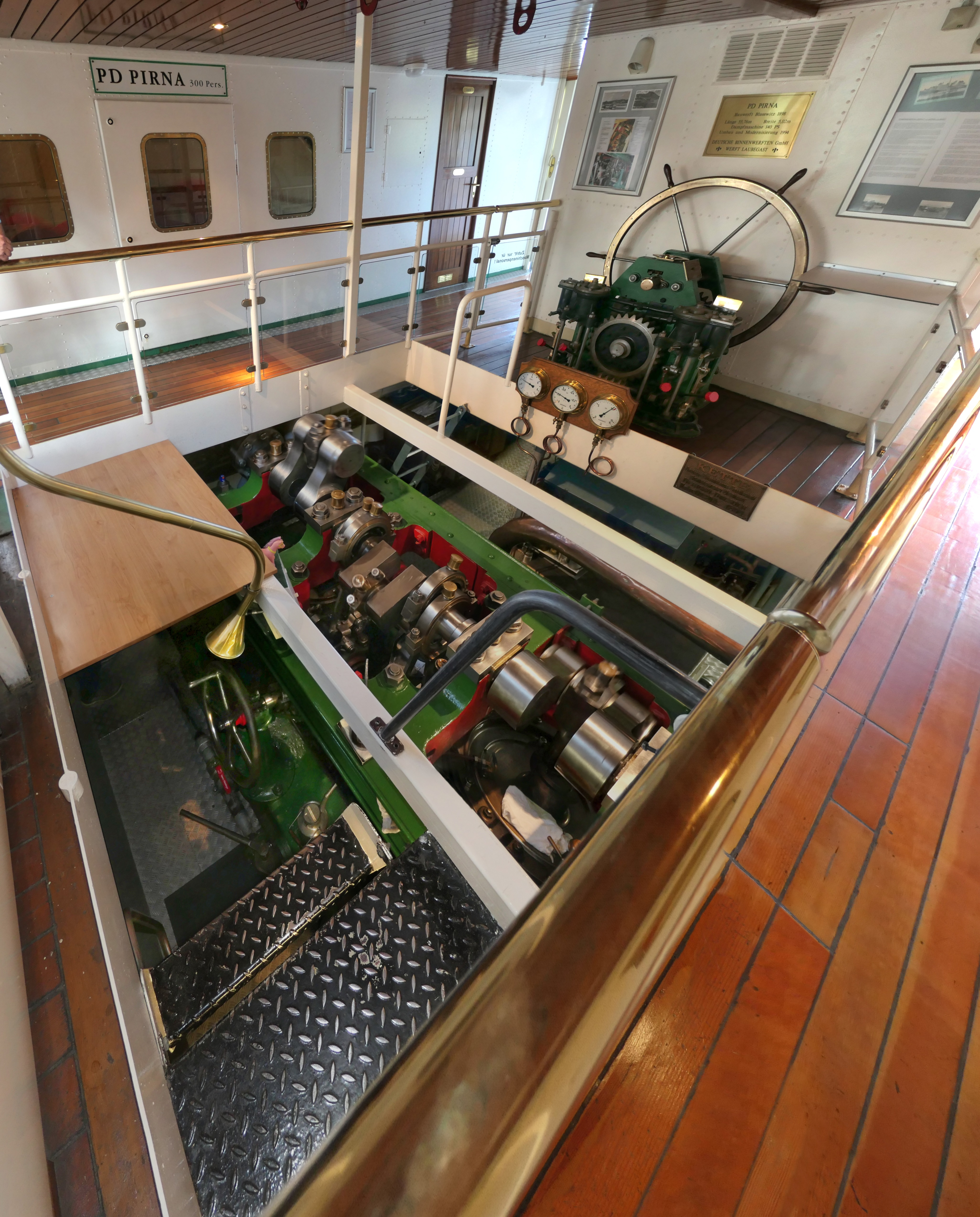
Blick auf die Dampfmaschine des Personendampfers Pirna.

Die Dampfmaschine ist eine oszillierende Hochdruck-Zweizylinder-Verbund-Dampfmaschine mit Einspritzkondensation. Gebaut wurde sie, wie auch der Zwei-Flammrohr-Zylinderkessel, von der Schiffswerft Übigau der Deutschen Elbschiffahrts-Gesellschaft, Kette, mit der Fabrik-Nr. 204. Der 1994 eingebaute Dampfkessel hat 10 bar Dampfdruck, gebaut vom VEB Dampfkesselbau Übigau. Im Gegensatz zum ersten Kessel hat dieser nicht zwei, sondern nur ein Flammrohr. Seit 1994 gibt es eine automatische Ölfeuerung.

## Kapitäne des Schiffes
- August Gottlieb Forkert 1899–1903
- Otto Ernst Wilhelm Rüdrich 1904–1911
- Richard Emil Peschke 1912–1914
- Friedrich August Kühnel 1915–1918
- Heinrich August Keilig 1919–1920